# Surrender (album The Chemical Brothers)
Surrender – trzeci studyjny album angielskiego duetu The Chemical Brothers, wydany 21 czerwca 1999 roku w Wielkiej Brytanii przez Virgin i jej filię, Freestyle Dust oraz dzień później przez te same wytwórnie i Astralwerks w USA.

## Lista utworów
Źródło.
1. "Music: Response" – 5:20
2. "Under The Influence" – 4:16
3. "Out of Control" (gościnnie: Bernard Sumner) – 7:20
4. "Orange Wedge" – 3:07
5. "Let Forever Be" (gościnnie: Noel Gallagher) – 3:56
6. "The Sunshine Underground" – 8:38
7. "Asleep From Day" (gościnnie: Hope Sandoval) – 4:47
8. "Got Glint?" – 5:27
9. "Hey Boy, Hey Girl" – 4:51
10. "Surrender" – 4:30
11. "Dream On" (gościnnie: Jonathan Donahue) – 6:47